# Blod i vandet-kampen
Blod i vandet-kampen (engelsk: Blood in the Water Match, ungarsk: Melbourne-i vérfürdő) var en vandpolokamp mellem Ungarn og Sovjetunionen ved sommer-OL 1956 i Melbourne, og det er muligvis den mest berømte kamp i vandpoloens historie. Kampen var den ene semifinale i turneringen og blev spillet den 6. december få uger efter den ungarske opstand. Ungarn vandt 4-0. Kampens navn blev skabt i pressen, efter at den ungarske spiller Ervin Zador kom op af bassinet sent i kampen med blod strømmende fra et sår under det højre øje.

## Baggrund
23. oktober 1956 var en mindre demonstration af studenter udartet til en omfattende opstand mod den sovjetisk-kontrollerede marionetregering i Budapest. Nogle få dage så det ud til, at Ungarn kunne kaste det sovjetiske åg af sig. Men den 1. november begyndte sovjetiske tanks at strømme ind i Ungarn, og i perioden 4.-10. november begyndte tropperne at bekæmpe opstanden med en kombination af luftangreb, artilleribombardementer og koordinerede tank- og infanteriaktioner.
På tidspunktet for opstanden var det ungarske vandpololandshold i træningslejr i bjergene uden for Budapest. De kunne høre skuddene og se røgen stige op. Holdet var forsvarende olympiske mestre, og med udsigten til OL i Melburne mindre end to måneder senere tog holdet over grænsen til Tjekkoslovakiet for at undgå at blive fanget i revolutionen. Spillerne fik først det fulde omfang af opstanden at vide, da de ankom til Australien, og de var alle bekymrede for deres venner og familier.

## Kampen
Ved starten på de olympiske lege var opstanden brutalt slået ned, og mange af spillerne anså legene som et middel til at redde noget af landets stolthed. "Vi følte, at vi ikke blot spillede for os selv, men for hele landet", sagde Zador efter kampen. På det tidspunkt havde det internationale samfund forstået den omfattende brutalitet, som Sovjetunionen havde brugt  som svar på den ungarske opstand, og de ungarske olympiske hold blev hyldet overalt, hvor de deltog i konkurrencer. "Blod i vandet-kampen" blev spillet foran et engageret publikum præget af udvandrede ungarere, som for manges vedkommende havde været i boksearenaen få dage forinden for at se László Papp vinde sin tredje guldmedalje.
Fra kampens start var der tale om et meget fysisk præget spil med udvekslinger af spark og slag. Den ungarske stjerne, Zador, scorede to mål og blev tiljublet af publikum. Med en 4-0 føring få minutter før afslutningen blev Zador tvunget til at forlade bassinet efter et slag fra Valentin Prokopov. Zadors skade var dråben, der fik bægeret til at flyde over for publikum, der allerede var rasende. For at undgå optøjer blev kampen fløjtet af 1 minut før tiden, og politi kom ind i hallen for at eskortere publikum væk. Billeder af Zadors skader blev offentliggjort i pressen over hele verden, hvilket førte til navnet "Blod i vandet-kampen". Beretninger om, at vandet faktisk blev rødt, var sandsynligvis en overdrivelse.
Ungarerne slog i finalen Jugoslavien 2-1 og vandt dermed deres fjerde guldmedalje. I kølvandet på de olympiske lege hoppede halvdelen af den 100 personer store ungarske olympiske delegation af.

## Nutid
I 2006 ved 50-året for den ungarske opstand blev der udsendt en dokumentarfilm, Frihedens raseri, der fortalte historien om kampen. Filmen blev produceret af Lucy Liu og Quentin Tarantino, der beskrev kampen som den bedste historie jeg nogensinde har hørt. Speaker i filmen er Mark Spitz, der som teenager havde Zador som træner.